# Elia (Nikiti)
Elia (griechisch Ελιά (f. sg.)) ist ein Dorf auf der griechischen Halbinsel Sithonia mit 78 Einwohnern (2011). Der direkt am Toronäischen Golf gelegene langgezogene Ort bildet gemeinsam mit dem 11 Kilometer nördlich befindlichen Nikiti den Stadtbezirk Nikiti im Gemeindebezirk Sithonia der Gemeinde Sithonia. Bis zum südlich gelegenen Hafenort Neos Marmaras, dem Hauptort der Halbinsel, sind es rund acht Kilometer.

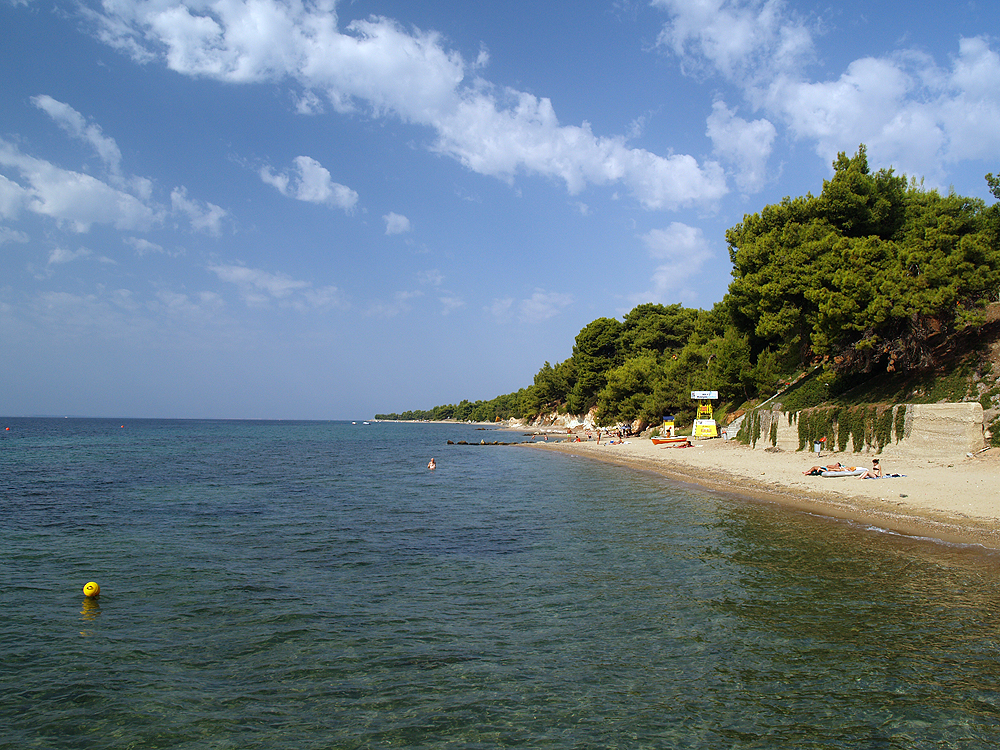
Strandabschnitt bei Elia

Elia ist ein von Olivenhainen und Pinienwäldern umgebener, touristisch geprägter Ort mit mehreren Hotels und Studios, darunter einem ganzjährig geöffneten Fünf-Sterne-Hotel. Das Dorf weist am Meer eine Reihe von Felsbuchten und Sandstränden auf, die von der griechischen Umweltaufsichtsbehörde des Ministeriums für Umwelt von 2006 bis 2009 mit der Blauen Flagge ausgezeichnet worden sind. Der in der Saison gut besuchte Ort bietet zudem in den Sommermonaten ein gut ausgerüstetes Wassersportzentrum.
Zu den nächsten größeren Orten Nikiti, Agios Nikolaos und Neos Marmaras führt eine gut ausgebaute Küstenstraße, und Elia ist mit diesen über eine Buslinie verbunden. Bis zur nordgriechischen Metropole Thessaloniki sind es rund 109 Kilometer.